# Heinrich August Fabricius
Heinrich August Fabricius (* 1764 in Berlin; † 4. Januar 1821 in Magdeburg) war ein deutscher Schauspieler und Theaterdirektor.

## Leben
Mit 15 Jahren konnte Fabricius 1779 in Berlin als Schauspieler debütieren. Im Anschluss daran schloss er sich einer Theatergesellschaft an. Meist wurde er für eine Saison engagiert, konnte aber meist ohne Pause zu einer anderen wechseln.
Zwischen 1792 und 1796 war er Mitglied des Ensembles von Johann Carl Tilly und im Anschluss daran holte ihn Alois Hostovsky (1756–1821) in seine Gesellschaft.
Dort avancierte Fabricius 1803 zum Regisseur und kam mit Hostovsky ans Magdeburger Theater. Dort arbeitete er auch öfters mit Friedrich Ludwig Schmidt (1772–1841) zusammen. 1804 verpflichtete der Magdeburger Rat Fabricius längerfristig als Regisseur und als die Stadt im darauffolgenden Jahr die Leitung dieses Theaters aufgab, übernahm er mit Wirkung vom 1. September zusammen mit Hostovsky die gesamte Leitung.
Unter der Ägide von Fabricus und Hostovsky wurden „Stars“, wie Carl Ludwig Costenoble, Ludwig Devrient, August Wilhelm Iffland und Friederike Unzelmann zu Gastspielen nach Magdeburg geholt. Auch regelmäßige Gastspiele des gesamten Ensembles in Braunschweig, Halberstadt und Halle (Saale) wurden üblich. Während dieser Zeit entstand auch die enge Zusammenarbeit mit Ernst August Friedrich Klingemann.
Fabricius war liberal eingestellt und Freimaurer. 1797 wurde er Mitglied der Magdeburger Loge Ferdinand zur Glückseligkeit. Zumindest in der Zeit um 1817 lebte er in der Magdeburger Dreienengelstraße 3.
Trotz seiner künstlerischen Erfolge war das Theater wirtschaftlich nicht zu halten. 1821 beging Fabricius während einer Vorstellung (Don Karlos) Selbstmord.